# فرانك غري
فرانك غري (بالإنجليزية: Frank Gray)‏ (مواليد 27 أكتوبر 1954) هو لاعب كرة قدم. يلعب مع منتخب اسكتلندا لكرة القدم. سبق له أن لعب في كأس العالم لكرة القدم مع منتخب بلاده.

## مسيرته الكروية
لعب فرانك غري خلال مسيرته الاحترافية مع 4 أندية في عشرون موسمًا وسجل خلالها 48 هدفًا ضمن 644 مباراة. ولم يفز بأي موسم بالكأس وفاز في موسم واحد بالدوري.
خاض فرانك غري مسيرته مع نادي ليدز يونايتد في موسم 1972–73 في المرة الأولى ليلعب معه سبعة مواسم ثم في موسم 1981–82 ليلعب معه أربعة مواسم، مشاركًا طوالها في 332 مباراة سجل خلالها 27 هدفًا. ثم انتقل إلى نادي نوتينغهام فورست في موسم 1979–80 ولمدة موسمين، حيث شارك في 81 مباراة سجل خلالها 5 أهداف. لينتقل بعدها إلى نادي سندرلاند في موسم 1985–86 ليلعب معه أربعة مواسم، مشاركًا في 146 مباراة سجل خلالها 8 أهداف. ثم انتقل إلى نادي دارلينجتون إف سى في موسم 1989–90 واستمر معه طيلة ثلاثة مواسم، مشاركًا في 85 مباراة سجل خلالها 8 أهداف أيضًا.

## روابط خارجية
- فرانك غري على موقع الاتحاد الأوربي (الإنجليزية)
- فرانك غري على موقع قاعدة بيانات كرة القدم.إي يو (الإنجليزية)
- فرانك غري على موقع ناشيونال فوتبول تيمز (الإنجليزية)
- فرانك غري على موقع Soccerbase.com (لاعب) (الإنجليزية)
- فرانك غري على موقع Soccerbase.com (مدرب) (الإنجليزية)